# 55 (C&Kのアルバム)
『55』（ゴジュウゴ）はC&Kの5枚目のメジャーオリジナルアルバムである。2017年7月26日発売。発売元はユニバーサルミュージック。

## 解説
- 前作『CK MUSIC』から約1年9ヶ月振りとなるオリジナルアルバム。
- オリコンアルバムチャートでは週間7位を記録。(2017年08月07日付)[1]
- 初回限定盤には、2017年4月28日に大阪Zepp Osaka Baysideで行われた「CK無謀な挑戦状Case3〜紅白への道！紅白へGOGO！55分ライブ！！日頃の感謝を込めて39価格〜」の大阪公演でのライブ映像を収録したDVDを付属。
- 本アルバム収録曲は2017年1月に福岡県嘉麻市で行われた制作合宿で原型が作られた。また新曲は2017年に開催されたツアー「CK無謀な挑戦状 Case3 紅白への道！紅白へGOGO!55分ライブ!!日頃の感謝を込めて39価格」にてすでに演奏されている。アルバムタイトルはツアータイトルにも使われている「55」と銘打たれ、収録時間も55分となっている。[2]

## 収録曲

### CD
1. C&K Ⅸ
2. Under the Moonlight
3. APAP
4. 主役はU
5. Y(動画)
15thシングル
6. ヒカリトカゲ(動画)
14thシングル
7. 言いたいのに言えない
8. いたずらな罠
9. 道(動画)
横浜ゴム100周年企業CMタイアップソング[3]
10. ワタタリカ
11. 入浴(動画)
12. Y (naked ver.)
13. 帰れ (Bonus Track)

### DVD
- CK無謀な挑戦状Case3〜紅白への道！紅白へGOGO！55分ライブ！！日頃の感謝を込めて39価格〜

4/28 Zepp Osaka Bayside公演
1. C＆K Ⅸ
2. C＆K φ
3. to di Bone
4. ジャパンパン〜日本全国地元化計画〜
5. へべれけ宣言
6. Under the Moonlight
7. パーティ☆キング
8. Y
9. ヒカリトカゲ
10. ワタタリカ
11. ニワトリのうた
12. MENDOKUSE
13. CK目離ぃ〜娯乱島

アンコール
1. キミノ言葉デ
2. 道
3. 終わりなき輪舞曲
4. 主役はU
5. 踊LOCCA〜around the world 新たなる冒険〜
6. 梅雨明け宣言